# 葛城襲津彦
『日本書紀』に基づく関係系図
|             |             |             |             |             |             |             |             |             |             |             |             | 葛城襲津彦  |             |             |             |             |             |
|             |             |             |             |             |             |             |             |             |             |             |             |             |             |             |             |             |             |
| 16 仁徳天皇 | 16 仁徳天皇 | 16 仁徳天皇 | 16 仁徳天皇 | 16 仁徳天皇 | 16 仁徳天皇 |             |             |             |             |             |             | 磐之媛命    | 磐之媛命    | 磐之媛命    | 磐之媛命    | 磐之媛命    | 磐之媛命    |
| 16 仁徳天皇 | 16 仁徳天皇 | 16 仁徳天皇 | 16 仁徳天皇 | 16 仁徳天皇 | 16 仁徳天皇 |             |             |             |             |             |             | 磐之媛命    | 磐之媛命    | 磐之媛命    | 磐之媛命    | 磐之媛命    | 磐之媛命    |
|             |             |             |             |             |             |             |             |             |             |             |             |             |             |             |             |             |             |
|             |             |             |             |             |             |             |             |             |             |             |             |             |             |             |             |             |             |
| 17 履中天皇 | 17 履中天皇 | 17 履中天皇 | 17 履中天皇 | 17 履中天皇 | 17 履中天皇 | 18 反正天皇 | 18 反正天皇 | 18 反正天皇 | 18 反正天皇 | 18 反正天皇 | 18 反正天皇 | 19 允恭天皇 | 19 允恭天皇 | 19 允恭天皇 | 19 允恭天皇 | 19 允恭天皇 | 19 允恭天皇 |

葛城 襲津彦（かずらき の そつひこ/かづらき-/かつらぎ-/かずらぎ-、生没年不詳：4世紀末から5世紀前半頃と推定）は、記紀等に伝わる古代日本の人物。
武内宿禰の子で、葛城氏およびその同族の祖とされるほか、履中天皇（第17代）・反正天皇（第18代）・允恭天皇（第19代）の外祖父である。対朝鮮外交で活躍したとされる伝説上の人物であるが、『百済記』の類似名称の記載からモデル人物の強い実在性が指摘される。

## 名称
名称は、『日本書紀』では「葛城襲津彦」、『古事記』では「葛城長江曾都毘古（曽都毘古）」や「葛城之曾都毘古」と表記される。襲津彦のモデル人物は実在を仮定すれば4世紀末から5世紀前半頃の人物と推測されるが、その頃に氏・カバネは未成立であるため、「葛城」というウジ名のような冠称は記紀編纂時の氏姓制度の知識に基づいて付されたものになる。
他文献では「ソツヒコ」が「曾頭日古」「曾豆比古」「曾都比古」とも表記されるほか、『紀氏家牒』逸文では「葛城長柄襲津彦宿禰」と表記される。
また、『日本書紀』所引の『百済記』に壬午年（382年）の人物として見える「沙至比跪（さちひこ）」は、通説では襲津彦に比定される。
武内宿禰関係系図
表記は『日本書紀』を第一とし、『古事記』を併記。
| 8 孝元天皇 | 8 孝元天皇 | 8 孝元天皇                | 8 孝元天皇                | 8 孝元天皇                | 8 孝元天皇                |                           |                           | 彦太忍信命 （比古布都押之信命） | 彦太忍信命 （比古布都押之信命） | 彦太忍信命 （比古布都押之信命）   | 彦太忍信命 （比古布都押之信命） | 彦太忍信命 （比古布都押之信命） | 彦太忍信命 （比古布都押之信命） |                                 |                                 | 屋主忍男武雄心命 （古事記なし） | 屋主忍男武雄心命 （古事記なし） | 屋主忍男武雄心命 （古事記なし） | 屋主忍男武雄心命 （古事記なし） | 屋主忍男武雄心命 （古事記なし） | 屋主忍男武雄心命 （古事記なし） |  |  |  |  |
| 8 孝元天皇 | 8 孝元天皇 | 8 孝元天皇                | 8 孝元天皇                | 8 孝元天皇                | 8 孝元天皇                |                           |                           | 彦太忍信命 （比古布都押之信命） | 彦太忍信命 （比古布都押之信命） | 彦太忍信命 （比古布都押之信命）   | 彦太忍信命 （比古布都押之信命） | 彦太忍信命 （比古布都押之信命） | 彦太忍信命 （比古布都押之信命） |                                 |                                 | 屋主忍男武雄心命 （古事記なし） | 屋主忍男武雄心命 （古事記なし） | 屋主忍男武雄心命 （古事記なし） | 屋主忍男武雄心命 （古事記なし） | 屋主忍男武雄心命 （古事記なし） | 屋主忍男武雄心命 （古事記なし） |  |  |  |  |
|            |            |                           |                           |                           |                           |                           |                           |                                 |                                 |                                   |                                 |                                 |                                 |                                 |                                 |                                 |                                 |                                 |                                 |                                 |                                 |  |  |  |  |
|            |            |                           |                           |                           |                           |                           |                           |                                 |                                 |                                   |                                 |                                 |                                 |                                 |                                 |                                 |                                 |                                 |                                 |                                 |                                 |  |  |  |  |
|            |            |                           |                           |                           |                           |                           |                           |                                 |                                 |                                   |                                 |                                 |                                 |                                 |                                 |                                 |                                 |                                 |                                 |                                 |                                 |  |  |  |  |
|            |            | 武内宿禰 （建内宿禰）     | 武内宿禰 （建内宿禰）     | 武内宿禰 （建内宿禰）     | 武内宿禰 （建内宿禰）     | 武内宿禰 （建内宿禰）     | 武内宿禰 （建内宿禰）     |                                 |                                 | 羽田矢代宿禰 （波多八代宿禰）     | 羽田矢代宿禰 （波多八代宿禰）   | 羽田矢代宿禰 （波多八代宿禰）   | 羽田矢代宿禰 （波多八代宿禰）   | 羽田矢代宿禰 （波多八代宿禰）   | 羽田矢代宿禰 （波多八代宿禰）   | → ［波多氏］                    | → ［波多氏］                    | → ［波多氏］                    | → ［波多氏］                    | → ［波多氏］                    | → ［波多氏］                    |  |  |  |  |
|            |            | 武内宿禰 （建内宿禰）     | 武内宿禰 （建内宿禰）     | 武内宿禰 （建内宿禰）     | 武内宿禰 （建内宿禰）     | 武内宿禰 （建内宿禰）     | 武内宿禰 （建内宿禰）     |                                 |                                 | 羽田矢代宿禰 （波多八代宿禰）     | 羽田矢代宿禰 （波多八代宿禰）   | 羽田矢代宿禰 （波多八代宿禰）   | 羽田矢代宿禰 （波多八代宿禰）   | 羽田矢代宿禰 （波多八代宿禰）   | 羽田矢代宿禰 （波多八代宿禰）   | → ［波多氏］                    | → ［波多氏］                    | → ［波多氏］                    | → ［波多氏］                    | → ［波多氏］                    | → ［波多氏］                    |  |  |  |  |
|            |            |                           |                           |                           |                           |                           |                           |                                 |                                 | 許勢小柄宿禰 （日本書紀なし）     | 許勢小柄宿禰 （日本書紀なし）   | 許勢小柄宿禰 （日本書紀なし）   | 許勢小柄宿禰 （日本書紀なし）   | 許勢小柄宿禰 （日本書紀なし）   | 許勢小柄宿禰 （日本書紀なし）   | → ［巨勢氏］                    | → ［巨勢氏］                    | → ［巨勢氏］                    | → ［巨勢氏］                    | → ［巨勢氏］                    | → ［巨勢氏］                    |  |  |  |  |
|            |            |                           |                           |                           |                           |                           |                           |                                 |                                 | 許勢小柄宿禰 （日本書紀なし）     | 許勢小柄宿禰 （日本書紀なし）   | 許勢小柄宿禰 （日本書紀なし）   | 許勢小柄宿禰 （日本書紀なし）   | 許勢小柄宿禰 （日本書紀なし）   | 許勢小柄宿禰 （日本書紀なし）   | → ［巨勢氏］                    | → ［巨勢氏］                    | → ［巨勢氏］                    | → ［巨勢氏］                    | → ［巨勢氏］                    | → ［巨勢氏］                    |  |  |  |  |
|            |            | 甘美内宿禰 （味師内宿禰） | 甘美内宿禰 （味師内宿禰） | 甘美内宿禰 （味師内宿禰） | 甘美内宿禰 （味師内宿禰） | 甘美内宿禰 （味師内宿禰） | 甘美内宿禰 （味師内宿禰） |                                 |                                 | 石川宿禰 （蘇賀石河宿禰）         | 石川宿禰 （蘇賀石河宿禰）       | 石川宿禰 （蘇賀石河宿禰）       | 石川宿禰 （蘇賀石河宿禰）       | 石川宿禰 （蘇賀石河宿禰）       | 石川宿禰 （蘇賀石河宿禰）       | → ［蘇我氏］                    | → ［蘇我氏］                    | → ［蘇我氏］                    | → ［蘇我氏］                    | → ［蘇我氏］                    | → ［蘇我氏］                    |  |  |  |  |
|            |            | 甘美内宿禰 （味師内宿禰） | 甘美内宿禰 （味師内宿禰） | 甘美内宿禰 （味師内宿禰） | 甘美内宿禰 （味師内宿禰） | 甘美内宿禰 （味師内宿禰） | 甘美内宿禰 （味師内宿禰） |                                 |                                 | 石川宿禰 （蘇賀石河宿禰）         | 石川宿禰 （蘇賀石河宿禰）       | 石川宿禰 （蘇賀石河宿禰）       | 石川宿禰 （蘇賀石河宿禰）       | 石川宿禰 （蘇賀石河宿禰）       | 石川宿禰 （蘇賀石河宿禰）       | → ［蘇我氏］                    | → ［蘇我氏］                    | → ［蘇我氏］                    | → ［蘇我氏］                    | → ［蘇我氏］                    | → ［蘇我氏］                    |  |  |  |  |
|            |            |                           |                           |                           |                           |                           |                           |                                 |                                 | 平群木菟宿禰 （平群都久宿禰）     | 平群木菟宿禰 （平群都久宿禰）   | 平群木菟宿禰 （平群都久宿禰）   | 平群木菟宿禰 （平群都久宿禰）   | 平群木菟宿禰 （平群都久宿禰）   | 平群木菟宿禰 （平群都久宿禰）   | → ［平群氏］                    | → ［平群氏］                    | → ［平群氏］                    | → ［平群氏］                    | → ［平群氏］                    | → ［平群氏］                    |  |  |  |  |
|            |            |                           |                           |                           |                           |                           |                           |                                 |                                 | 平群木菟宿禰 （平群都久宿禰）     | 平群木菟宿禰 （平群都久宿禰）   | 平群木菟宿禰 （平群都久宿禰）   | 平群木菟宿禰 （平群都久宿禰）   | 平群木菟宿禰 （平群都久宿禰）   | 平群木菟宿禰 （平群都久宿禰）   | → ［平群氏］                    | → ［平群氏］                    | → ［平群氏］                    | → ［平群氏］                    | → ［平群氏］                    | → ［平群氏］                    |  |  |  |  |
|            |            |                           |                           |                           |                           |                           |                           |                                 |                                 | 紀角宿禰 （木角宿禰）             | 紀角宿禰 （木角宿禰）           | 紀角宿禰 （木角宿禰）           | 紀角宿禰 （木角宿禰）           | 紀角宿禰 （木角宿禰）           | 紀角宿禰 （木角宿禰）           | → ［紀氏］                      | → ［紀氏］                      | → ［紀氏］                      | → ［紀氏］                      | → ［紀氏］                      | → ［紀氏］                      |  |  |  |  |
|            |            |                           |                           |                           |                           |                           |                           |                                 |                                 | 紀角宿禰 （木角宿禰）             | 紀角宿禰 （木角宿禰）           | 紀角宿禰 （木角宿禰）           | 紀角宿禰 （木角宿禰）           | 紀角宿禰 （木角宿禰）           | 紀角宿禰 （木角宿禰）           | → ［紀氏］                      | → ［紀氏］                      | → ［紀氏］                      | → ［紀氏］                      | → ［紀氏］                      | → ［紀氏］                      |  |  |  |  |
|            |            |                           |                           |                           |                           |                           |                           |                                 |                                 | 久米能摩伊刀比売 （日本書紀なし） |                                 |                                 |                                 |                                 |                                 |                                 |                                 |                                 |                                 |                                 |                                 |  |  |  |  |
|            |            |                           |                           |                           |                           |                           |                           |                                 |                                 |                                   |                                 |                                 |                                 |                                 |                                 |                                 |                                 |                                 |                                 |                                 |                                 |  |  |  |  |
|            |            |                           |                           |                           |                           |                           |                           |                                 |                                 | 怒能伊呂比売 （日本書紀なし）     |                                 |                                 |                                 |                                 |                                 |                                 |                                 |                                 |                                 |                                 |                                 |  |  |  |  |
|            |            |                           |                           |                           |                           |                           |                           |                                 |                                 |                                   |                                 |                                 |                                 |                                 |                                 |                                 |                                 |                                 |                                 |                                 |                                 |  |  |  |  |
|            |            |                           |                           |                           |                           |                           |                           |                                 |                                 | 葛城襲津彦 （葛城長江曾都毘古）   | 葛城襲津彦 （葛城長江曾都毘古） | 葛城襲津彦 （葛城長江曾都毘古） | 葛城襲津彦 （葛城長江曾都毘古） | 葛城襲津彦 （葛城長江曾都毘古） | 葛城襲津彦 （葛城長江曾都毘古） | → ［葛城氏］                    | → ［葛城氏］                    | → ［葛城氏］                    | → ［葛城氏］                    | → ［葛城氏］                    | → ［葛城氏］                    |  |  |  |  |
|            |            |                           |                           |                           |                           |                           |                           |                                 |                                 | 葛城襲津彦 （葛城長江曾都毘古）   | 葛城襲津彦 （葛城長江曾都毘古） | 葛城襲津彦 （葛城長江曾都毘古） | 葛城襲津彦 （葛城長江曾都毘古） | 葛城襲津彦 （葛城長江曾都毘古） | 葛城襲津彦 （葛城長江曾都毘古） | → ［葛城氏］                    | → ［葛城氏］                    | → ［葛城氏］                    | → ［葛城氏］                    | → ［葛城氏］                    | → ［葛城氏］                    |  |  |  |  |
|            |            |                           |                           |                           |                           |                           |                           |                                 |                                 | 若子宿禰 （日本書紀なし）         |                                 |                                 |                                 |                                 |                                 |                                 |                                 |                                 |                                 |                                 |                                 |  |  |  |  |
|            |            |                           |                           |                           |                           |                           |                           |                                 |                                 |                                   |                                 |                                 |                                 |                                 |                                 |                                 |                                 |                                 |                                 |                                 |                                 |  |  |  |  |

## 系譜
- 父：武内宿禰[6]
- 母：葛城国造荒田彦女・葛比売[1]
- 妻：不明
  - 男子：玉田宿禰[注釈 1]
  - 男子：葦田宿禰
  - 男子：戸田宿禰 - 的臣・布敷首・生田首等祖[7][8]
  - 男子：腰裙宿禰[8] - 下神氏祖
  - 男子：不明
  - 6男：熊道宿禰 - 忍海原連・朝野宿禰等祖[9]
  - 女子：磐之媛 - 仁徳天皇皇后、履中天皇・反正天皇・允恭天皇母

なお武内宿禰の系譜に関しては、武内宿禰が後世（7世紀後半頃か）に創出された人物と見られることや、稲荷山古墳出土鉄剣によれば人物称号は「ヒコ → スクネ → ワケ」と変遷するべきで襲津彦の位置が不自然であることから、原系譜では襲津彦が武内宿禰の位置にあったとする説がある。

## 伝承
高知県安芸郡奈半利町の多気・坂本神社では、坂本臣氏の祖として襲津彦が祀られている。ただし、『日本書紀』などでは坂本臣氏の祖は紀角の子孫の根使主であるとされている。
高知県の葛木男神社には、布師臣が先祖の襲津彦を祀ったとする伝承が存在する。
兵庫県神戸市の一宮神社の境内社の伊久波神社には襲津彦の子の伊久波戸田宿禰が祀られており、戸田宿禰の子孫である布敷首や同族の生田首によって祀られたのが始まりであるとされる。また、同市灘駅の付近に古墳時代後期に築かれた横穴式石室の円墳があり、「布敷首霊地」と呼ばれ、布敷首が葬られているとする伝承がある。ただし、その証拠はなくあくまで伝承である。

## 記録

### 日本書紀
『日本書紀』では、神功皇后・応神天皇（第15代）・仁徳天皇（第16代）に渡って襲津彦の事績が記されている。
- 神功皇后5年3月7日条
新羅王の人質の微叱旱岐（みしこち）が一時帰国したいというので、神功皇后は微叱旱岐に襲津彦をそえて新羅へと遣わしたが、対馬にて新羅王の使者に騙され微叱旱岐に逃げられてしまう。これに襲津彦は怒り、使者3人を焼き殺したうえで、蹈鞴津（たたらつ）に陣を敷いて草羅城（くさわらのさし）を落とし、捕虜を連れ帰った（桑原・佐糜・高宮・忍海の4邑の漢人らの始祖）。
- 神功皇后62年条[注釈 2]
新羅からの朝貢がなかったので、襲津彦が新羅討伐に派遣された。続いて『百済記』（百済三書の1つ）を引用する（『百済記』に基づく一連の主文作成の際、襲津彦の不名誉のため作文を止めたものか[15]）。
『百済記』逸文
壬午年（382年[1]）に貴国（倭国）は沙至比跪（さちひこ）を遣わして新羅を討たせようとしたが、新羅は美女2人に迎えさせて沙至比跪を騙し、惑わされた沙至比跪はかえって加羅を討ってしまった。百済に逃げた加羅国王・己本旱岐の妹・既殿至は倭を訪れて天皇に直訴し、怒った天皇は木羅斤資（もくらこんし）を遣わして沙至比跪を攻めさせたという[1]。
また「一云」として、沙至比跪は天皇の怒りを知り、密かに貴国に帰って身を隠した。沙至比跪の妹は皇居に仕えていたので、妹に使いを出して天皇の怒りが解けたか探らせたが、収まらないことを知ると石穴に入って自殺したという[1]。
- 応神天皇14年是歳条
百済から弓月君（ゆづきのきみ）が至り、天皇に対して奏上するには、百済の民人を連れて帰化したいけれども新羅が邪魔をして加羅から海を渡ってくることができないという。天皇は弓月の民を連れ帰るため襲津彦を加羅に遣わしたが、3年経っても襲津彦が帰ってくることはなかった。
- 応神天皇16年8月条
天皇は襲津彦が帰国しないのは新羅が妨げるせいだとし、平群木菟宿禰（へぐりのつく）と的戸田宿禰（いくはのとだ）に精兵を授けて加羅に派遣した。新羅王は愕然として罪に服し、弓月の民を率いて襲津彦と共に日本に来た。
- 仁徳天皇41年3月条
天皇は百済に紀角宿禰（きのつの）を派遣したが、百済王族の酒君に無礼があったので紀角宿禰が叱責すると、百済王はかしこまり、鉄鎖で酒君を縛り襲津彦に従わせて日本に送ったという。

### その他
『古事記』では事績に関する記載はない。
『万葉集』では、襲津彦に関連する次の1首が見える（強弓の典型例として伝説的武将の襲津彦を引き合いに出した歌）。
| 「                                     | 葛城の 襲津彦真弓 荒木（新木）にも 頼めや君が 我が名告りけむ （かづらきの そつびこまゆみ あらきにも たのめやきみが わがなのりけむ） | 」 |
| —『万葉集』巻11 2639番（原文万葉仮名） | |    |

内容は「葛城の襲津彦が使う新木の強弓のように、私を妻として頼りにしておいでなので、それで私の名を口に出されたのでしょう」という意味になり、恋人の名は2人の関係が公式に認められるまでは互いに口外しないという日本の古代社会の慣習の中で、男を確実に獲得した誇らしげな女の歌と解される。
また、「荒木」を奈良県五條市の荒木神社のことであるとして、葛城襲津彦は荒木神社の付近を通って紀伊国名草郡から朝鮮半島に渡っていたとする説も存在する。
『聖誉抄』に引用された「秦造川勝臣本系図」によれば、襲津彦は「豆麻乃加知（朝津間の勝か）」と「槻田加知（槻田（調田坐一言尼古神社付近か）の勝か）」を有したという。

## 墓

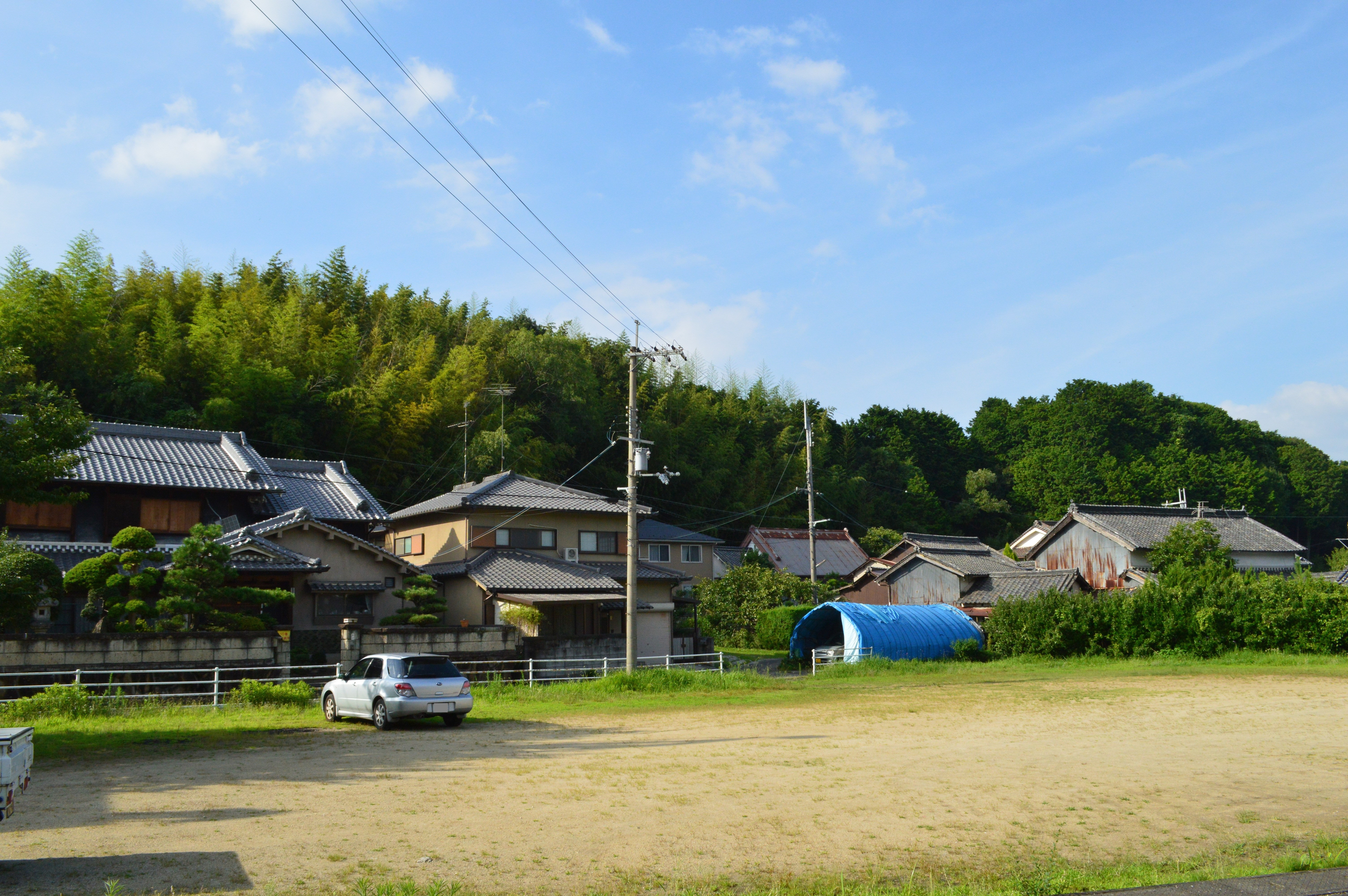
室宮山古墳（奈良県御所市）

墓の所在は不詳。奈良県南西部の葛城地方では、襲津彦と関連が推測される古墳として室宮山古墳（室大墓、奈良県御所市室）がある。同古墳は、葛城地方最大（全国第18位）規模の前方後円墳で、5世紀初頭頃の築造と推定される。出土品のうちでは、加耶（朝鮮半島南部）産の船形陶質土器が記紀の襲津彦伝承と対応するものとして注目される。同古墳では武内宿禰の墓とする伝承も古くよりあったが、近年では築造時期から襲津彦の墓と推定する有力視されている。ただし、記紀における襲津彦の人物像のモデル人物は複数存在する可能性があるため、同古墳の被葬者と一対一に対応するものではない。

## 後裔

### 氏族
『古事記』では、玉手臣・的臣・生江臣・阿芸那臣らの祖とする。
『新撰姓氏録』では、次の氏族が後裔として記載されている。
- 左京皇別 葛城朝臣 - 葛城襲津彦命の後。
- 右京皇別 玉手朝臣 - 武内宿禰男の葛木曾頭日古命の後。
- 山城国皇別 的臣 - 石川朝臣同祖。彦太忍信命三世孫の葛城襲津彦命の後。
- 摂津国皇別 阿支奈臣 - 玉手朝臣同祖。武内宿禰男の葛城曾豆比古命の後。
- 摂津国皇別 布敷首 - 玉手同祖。葛木襲津彦命の後。
- 河内国皇別 的臣 - 道守朝臣同祖。武内宿禰男の葛木曾都比古命の後。
- 河内国皇別 塩屋連 - 同上。
- 河内国皇別 小家連 - 塩屋連同祖。武内宿禰男の葛木襲津彦命の後。
- 河内国皇別 原井連 - 同上。
- 和泉国皇別 的臣 - 坂本朝臣同祖。建内宿禰男の葛城襲津彦命の後。
- 和泉国皇別 布師臣 - 同上。
- 摂津国未定雑姓 下神 - 葛木襲津彦命男の腰裙宿禰の後。

また『先代旧事本紀』「国造本紀」穂国造条では、襲津彦命を生江臣の祖とする。
さらに、高知県安芸郡奈半利町の多気・坂本神社では、坂本臣氏の祖として襲津彦が祀られている。ただし、『日本書紀』などでは坂本臣氏の祖は紀角の子孫の根使主であるとされている。

### 国造
『先代旧事本紀』「国造本紀」には、次の国造が後裔として記載されている。
- 穂国造
  - 泊瀬朝倉朝（雄略天皇）の御世に生江臣祖の葛城襲津彦命の四世孫の菟上足尼を国造に定める、という。のちの三河国宝飫郡（現在の愛知県豊川市・蒲郡市一帯）周辺に比定される[24]。

## 考証
『古事記』では「葛城長江曾都毘古」の名で見えるほか、『紀氏家牒』逸文では大倭国葛城県長柄里（現・奈良県御所市名柄か）に住したので「葛城長柄襲津彦宿禰」と名づけたとあり、葛城地方の長柄（長江）地域との深い関係が指摘される。また襲津彦の子孫のうち、仁徳皇后の磐之媛命が履中・反正・允恭を産んだと見えるほか、襲津彦男子の葦田宿禰の娘の黒媛も履中の妃となった見えており、5世紀代における天皇家外戚としての葛城勢力の繁栄が推測されている。
『日本書紀』では襲津彦に関する数々の朝鮮外交伝承が記されているが、『百済記』所載の「沙至比跪」の記載の存在から、実在モデル人物を基にソツヒコ伝承が構築されたとする説が有力視されている。一方、襲津彦という人物の実在性には慎重な立場から、あくまでも葛城勢力により創出された伝承上の人物に過ぎないとする説や、朝鮮に派遣された葛城地方首長層の軍事的活動を基に人物像が構築されたとする説もある。
神功紀は伝承的かつ複雑な性格が強く、実年代が決定しにくいが、神功紀の記載は干支三運加算の修正が妥当だとすれば壬午年は442年に相当する。親新羅的な立場の允恭天皇に比定される倭王済が451年の中国への遣使ではじめて加羅を含む六国諸軍事号を申請していることと対応する。442年に葛城襲津彦に比定される沙至比跪が大加羅国（高霊）を征討したが失敗したことを示している。新羅を討ちたい天皇と加羅を討った「沙至比跪」との立場の違いや、「天皇」は百済の将・木羅斤資により加羅国を救援させたという伝承からは、新羅-葛城氏と百済-木羅斤資-ヤマト王権の対立関係を読み取ることができ、有力氏族の独立性と独自の交通の可能性を指摘できる。襲津彦は加羅に長期滞在し、新羅・百済・加羅という多方面の外交窓口となっており、自己の配下に渡来系氏族を編成していたことがうかがわれる。新羅の人質・微叱己知を送還する使者に葛城襲津彦が任命されていることを重視するならば、新羅から人質がやってきた五世紀前半の状況に適合する。
田中史生は、沙至比跪（葛城襲津彦）の大加耶攻撃が倭王済の意図に反しており、倭王済は「百済との友好関係を前提に宋に通じ、大加耶などの軍政権を要求し、百済とともに沙至比跪ら加耶南部や新羅と通じた葛城の有力首長を牽制したとみられる」と指摘するが、倭王済が宋に対して「加羅」（＝大加耶）の軍政権を要求していることからみて、倭王は大加耶に対して関心を持ち続けていたと考えられるから、沙至比跪（葛城襲津彦）の大加耶進出はそうした情勢をふまえたものであったと理解できる、とする指摘がある。